# And One
And One – niemiecki zespół, łączący w swej muzyce tradycje synthopopu, elektroniki i EBM. Grupa od samego początku działalności nie ukrywa swych nie tylko muzycznych fascynacji brytyjskim zespołem Depeche Mode.
Zespół w 1989 roku założyli Steve Naghavi (urodzony w Iranie) i Chris Ruiz, którzy poznali się w berlińskim klubie. Obaj byli fanami muzyki synthpopowej i wczesnych grup EBM-owych, podobnie jak ich idole, Depeche Mode, chcieli zbudować skład opierający się na keyboardach i wokalu. Z duetu szybko przerodzili się w trio, do zespołu dołączył Alex Two, w tym składzie nagrali swoją debiutancką płytę „Anguish”. 
W roku 1991 And One zdobyli popularność na rodzimej scenie wśród innych zespołów syntpopowych. Ich płytowy debiut został dostrzeżony, zostali nagrodzeni tytułem „Najlepszej Grupy 1991 roku”. Kolejne płyty zespołu to coraz większe uznanie w oczach krytyków muzycznych i dziennikarzy. To także zmiany muzycznego i wizualnego stylu zespołu.
30 października 2009 została wydana płyta DVD z zapisem koncertów z Berlina, Hamburga, a także z festiwalu M’era Luna
W 2011 z zespołu odszedł Chris Ruiz i Gio van Oli na rzecz stworzenia własnego zespołu PAKT, który jednak nie zdobył podobnego uznania jak And One.

## Skład
- Steve Naghavi – śpiew
- Rick Schah – instrumenty klawiszowe
- Joke Jay – perkusja

## Byli członkowie zespołu
- Annelie Bertilsson – śpiew towarzyszący
- Alex Two – instrumenty klawiszowe
- Gio Van Oli – instrumenty klawiszowe
- Chris Ruiz – instrumenty klawiszowe

## Dyskografia
1. Anguish (1991)
2. Flop! (1992)
3. Spot (1993)
4. I.S.T. (1994–5)
5. Nordhausen (1997)
6. The Best Of And One (1998)
7. 9.9.99 9uhr (1998)
8. Virgin Superstar (2000)
9. Aggressor (2003)
10. Bodypop (2006)
11. Bodypop 1 1/2 (2009)
12. Live (2009)
13. Tanzomat (2011)
14. S.T.O.P. (2012)
15. Magnet  (2014)
16. Propeller (2014)
17. Achtung 80 (2014)